# Ґосцєєв
Ґосцєєв (пол. Gościejew, нім. Gostichau) — село в Польщі, у гміні Козьмін-Велькопольський Кротошинського повіту Великопольського воєводства.
Населення — 291 особа (2011).
У 1975-1998 роках село належало до Каліського воєводства.

## Демографія
Демографічна структура станом на 31 березня 2011 року:
|          | Загалом | Допрацездатний вік | Працездатний вік | Постпрацездатний вік |
| -------- | ------- | ------------------ | ---------------- | -------------------- |
| Чоловіки | 139     | 32                 | 94               | 13                   |
| Жінки    | 152     | 39                 | 82               | 31                   |
| Разом    | 291     | 71                 | 176              | 44                   |